# 데니 안
데니 안(Danny Ahn, 본명: 안신원(安信源), 1978년 12월 22일 ~ )은 한국계 미국인 래퍼이자 배우이며 god의 멤버이다.

## 학력
- 서울중대초등학교 (졸업)
- 가원중학교 (졸업)
- 서울외국인학교 고등부 (졸업)
- 단국대학교 연극영화과 (학사)

## 연기 활동

### 드라마
| 연도 | 방송사     | 제목                         | 역할        | 비고     |
| ---- | ---------- | ---------------------------- | ----------- | -------- |
| 2008 | IHQ DRAMA  | 상하이 브라더스              | 김강호      |          |
| 2008 | SBS        | 순결한 당신                  | 강은환      |          |
| 2009 | MBC        | 지붕뚫고 하이킥!             | 안신원      | 특별출연 |
| 2010 | KBS2       | 추노                         | 백호        |          |
| 2010 | MBC        | 아직도 결혼하고 싶은 여자    |             | 특별출연 |
| 2010 | MBC        | 주부 김광자의 제3활동        |             |          |
| 2010 | KBS2       | 도망자 플랜 B                | 백남정      |          |
| 2011 | SBS        | 내게 거짓말을 해봐           |             |          |
| 2012 | JTBC       | 여자가 두번 화장할 때        | 한선우      |          |
| 2012 | 채널A      | 굿바이 마눌                  | 계동희      |          |
| 2012 | KBS2       | 세상 어디에도 없는 착한남자  | 김정훈      | 특별출연 |
| 2013 | tvN        | 환상거탑                     | 달수        |          |
| 2014 | JTBC       | 12년만의 재회: 달래 된, 장국 | 유수한      |          |
| 2014 | KBS2       | KBS 드라마 스페셜 - 칠흑     | 박현태      |          |
| 2015 | SBS        | 떴다! 패밀리                 |             | 특별출연 |
| 2015 | TVB 코리아 | 7일간의 로맨스               | 안준서      |          |
| 2015 | O'live     | 유미의 방                    |             | 특별출연 |
| 2015 | SBS        | 마녀의 성                    | 백은용      |          |
| 2017 | SBS        | 브라보 마이 라이프           |             | 특별출연 |
| 2017 |            | 날아올라                     | 이대호      |          |
| 2019 | SBS        | 빅이슈                       | 강신우      |          |
| 2021 | KBS2       | 이미테이션                   | 지학        |          |
| 2023 | SBS        | 7인의 탈출                   | 명지의 남편 | 특별출연 |
| 2024 | SBS        | 7인의 부활                   | 명지의 남편 | 특별출연 |
| 2024 | KBS2       | 멱살 한번 잡힙시다           | 차 형사     |          |

### 영화
- 2008년 《기다리다 미쳐》 ... 서민철 역
- 2011년 《헤드》 ... 승완 역
- 2023년 《차박- 살인과 낭만의 밤》 ... 수원 역

### 공연
- 2008년 《클로저》 ... 대현 역
- 2008년 《나생문》 ... 다케히코 약
- 2008년 《벚꽃 동산》 ... 야샤 역
- 2010년 《위대한 캣츠비》 ... 캣츠비 역

## 앨범

### god 정규 앨범
- 1999년 : god 1집 《Chapter 1》
- 1999년 : god 2집 《Chapter 2》
- 2000년 : god 3집 《Chapter 3》
- 2001년 : god 4집 《Chapter 4》
- 2002년 : god 5집 《Chapter 5》
- 2004년 : god 6집 《Chapter 6》
- 2005년 : god 7집 《Chapter 7》
- 2007년 : 디지털 싱글 《바보》
- 2007년 : 디지털 싱글 《꿈이었으면》
- 2014년 : god 디지털 싱글 《미운오리새끼》
- 2014년 : god 8집 《Chapter 8》
- 2014년 : god 디지털 싱글 《Thanks Edition `바람`》
- 2015년 : god Single Album
- 2018년 : god 디지털 싱글 《눈이내린다》
- 2019년 : god 20th Anniveraary THEN & NOW
- 2020년 : 브람스를 좋아하세요? OST PART.2 《지금 만나러 갈게》

### 비정규 앨범
- 2011년 : 《KBS Cool FM 개국 46주년 특별 기획》 ... 크게 라디오를 켜고

### 참여 & 컴필레이션
- 2007년 : 미스터 타이푼 《Crazy For The Mic Since 1978》
- 2008년 : 영화 《기다리다 미쳐》OST ... Bonus Track
- 2009년 : 인소윤 《오늘도 여느 다른 날과 같이》
- 2009년 : 미소다이어리 《生 거짓말》
- 2010년 : 더 필름 《I'm Sorry..》
- 2010년 : 시현 《미치지 않고서야》
- 2010년 : 미소다이어리 《사랑이 아파서》
- 2011년 : 환경부 / 이현우 《싱글 초록별이 되는 꿈》
- 2012년 : 채널A 월화드라마 《굿바이 마눌》 O.S.T ... 죽어도 넌 내 사랑
- 2014년 : tvN 금토드라마 《연애 말고 결혼》 OST Part 3 ... 하루만

### 콘서트 앨범
- 2001년 : 첫 콘서트 VCD / 2VHS 《2001 Live Concert god 다섯 남자 이야기》
- 2001년 : 첫 콘서트 라이브 앨범 《2001 Live Concert god 다섯 남자 이야기》
- 2005년 : god is back 콘서트 DVD 발매
- 2006년 : god LAST beginning 콘서트 DVD
- 2014년 : god 15주년 콘서트 스페셜 DVD
- 2020년 : god 20th CONCERT [GREATEST]

## 별명
귀공자, 왕자님, 완댜님, 뎅군, 맥디, 
팬조련사, 데표님

## 저서 활동
- 2001년 : god 《good book》 영상집 출간
- 2002년 : god 《bless U》 영상집 출간
- 2003년 : 《god의 하늘색 일기》 출판
- 2006년 : 키스 더 라디오 《그에게 말 걸기》 출판

## 수상
- 2011년 대한민국 연예예술 대상 라디오 진행상 ... 데니의 뮤직쇼

## 예능

### 과거
- MBC 《god의 육아일기》 : 2000.1.9 ~ 2001.5.12
- MBC 《특집 god의 육아일기》 : 2001.12.29 ~ 2002.1.5
- KBS Cool FM 《데니의 키스 더 라디오》 : 2004.4.26 ~ 2006.8.20
- MBC 《음악캠프》 : 2004.7.10 ~ 2005.2.26
- M-net 《i콘서트》 MC : 2006.5.27
- 채널V 《A-Live》MC : 2006.9.23 ~ 2006.9.30
- Channel V 《A-LIVE 특집 5일간의 릴레이》 MC : 2007.6.2
- M-net 《R-16 Korea Sparkling, Seoul》 MC : 2007.6.3
- KBS Cool FM 《뮤직 아일랜드》 1일 DJ : 2007.11.14
- MBC FM4U 《푸른밤, 그리고 알렉스입니다》 1일 DJ: 2008.8.4
- MBC 《별이 빛나는 밤에》1일 DJ : 2008.9.4
- Mnet 《M SUPER CONCER》 MC : 2009.8.8 ~ 2009.9.15
- QTV 《순위 정하는 여자》 : 2009.11.8 ~ 2011.9.8
- 2009년 한류관광의 밤 MC : 2009.12.19
- MBC every1 《하쿠나 마타타》 MC : 2010.1.19
- M-net 《Only You Concert》MC : 2010.4.27 ~ 2010.7.5
- Fashion N 《트레져 헌터》 : 2010.5.15
- Y-star 《LIVE POWER Music MC》: 2010.6.5
- KBS Cool FM 《나르샤의 볼륨을 높여요》 1일 DJ : 2010.6.13
- QTV 《순위 정하는 여자》 : 2011.1.20 ~ 2011.9.8
- 삼성전자 라이브셋 콘서트 MC : 2011.3.25
- 고용노동부 《사회적 기업의 날 기념 - 데니의 뮤직쇼》 공개방송 MC : 2011.7.1
- 삼성전자 & MBC 뮤직 《BLUE CONCERT》 MC : 2012.8.5
- 멜론 & MBC 뮤직 《2012 Melon Music Award》 MC : 2012.12.15
- MBC 뮤직 《쇼챔 트루백쇼》 : 2013.4.17
- KBS Cool FM 《데니의 뮤직쇼》 : 2011.4.11 ~ 2013.4.7
- QTV 《20세기 미소년》 : 2013.04.16 ~ 2013.11.19
- QTV 《미소년 통신》: 2013.11.26 ~ 2013.12.26
- Trend E 《오늘 밤 어때?》: 2014.01.16 ~ 2014.05.10
- 온스타일 《위시》: 2014.7.19 ~ 2014.08.09
- XTM 《탑기어 코리아 시즌 6》: 2015.01.04 ~ 2015.03.15
- NAVER NOW god의 점심어택 : 2019.08.26 ~2023.01.20